# Power Stone (serie animata)
Power Stone (パワーストーン?, Pawā Sutōn) è un anime d'avventura realizzato dallo studio Pierrot e tratto dall'omonima serie di videogiochi della Capcom. La serie animata è stata trasmessa in Giappone su TBS nel corso del 1999, per un totale di 26 episodi.
In Italia l'anime è andato in onda su Italia Teen Television dal 9 febbraio al 5 marzo 2004 e in seguito in chiaro su Italia 1 dal 21 giugno dello stesso anno.

## Trama
Edward Falcon, un ragazzo di nobile famiglia delle cui origini non tiene tuttavia conto seguendo il suo sogno di diventare un lottatore professionista, un giorno riceve dal padre, lo scomparso esploratore Pride Falcon, un pacco contenente una Power Stone, una pietra in grado di donare al suo possessore incredibili poteri.
Il magico minerale attirerà su di sé molti altri pretendenti, tra cui i fratelli Piovra e Polpo e il loro capo Kraken, sebbene Edward non sarà l'unico a possederne una: durante le sue avventure, infatti, incontrerà altri possessori di Power Stone come il samurai Ryoma, la maga Rouge, la ninja Ayame, il cuoco Wang Tang e il pellerossa Galuda.

## Personaggi
Edward Falcon (エドワード・フォッカー?, Edowādo Fokkā, Edward Fokker nell'edizione giapponese)
Doppiato da: Masaya Onosaka (ed. giapponese), Paolo Sesana (ed. italiana)
Il protagonista della serie. È un bravo ragazzo con un forte senso della giustizia che sa anche essere molto curioso, tuttavia tende a distrarsi quando ci sono in giro delle ragazze carine. Sebbene viva da solo in un appartamento, in realtà è l'erede della prestigiosa famiglia Falcon. Il suo sogno è quello di diventare il miglior combattente del mondo e perciò partecipa ogni giorno a tornei di arti marziali per affinare le sue abilità e diventare forte come il suo idolo Valgas. Suo padre Pride è sempre stato molto assente fin da quando era bambino e adesso è partito per un viaggio alla ricerca del segreto delle pietre magiche chiamate Power Stone, ma riesce a far recapitare al figlio un pacco contenente una delle famigerate pietre del potere che finirà per cambiare notevolmente il destino del ragazzo che si ritroverà coinvolto in una serie di avventure. Possiede la Power Stone rossa che gli consente di trasformarsi in un essere robotico in grado di sferrare vari attacchi lanciando missili oppure le proprie mani, che fungono da razzi, ed è in grado di volare. Nell'ultimo episodio la sua volontà di salvare i suoi amici lo porterà a trasformarsi con la Light Stone, una Power Stone bianca, che gli dona un aspetto sempre robotico ma con delle lunghe ali e una forza senza pari, tanto che riesce a sconfiggere Final Valgas con un colpo solo.
Apollo (アポルス?, Aporusu, Apols nell'edizione giapponese e Apollus nell'edizione internazionale)
Doppiato da: Ken'ichi Ogata (ed. giapponese), Pietro Ubaldi (ed. italiana)
Il fedele maggiordomo di casa Falcon che cerca sempre di responsabilizzare Edward tentando di fargli capire che dovrebbe pensare ai suoi doveri familiari piuttosto che agli scontri di arti marziali. Rappresenta la voce della coscienza di Edward e segue quest'ultimo in qualsiasi impresa, anche quando non è d'accordo e nelle situazioni più pericolose. In un episodio riesce a salvare Falcon da un gargoyle trasformandosi temporaneamente grazie alla Power Stone rossa in un cavaliere metallico armato con lancia e scudo in grado di lanciare frecce lucenti ed eseguire una carica infuocata contro il nemico.
Ryoma (竜馬?, Ryōma)
Doppiato da: Mitsuo Iwata (ed. giapponese), Lorenzo Scattorin (ed. italiana)
Un samurai con un'ottima abilità nell'uso della spada. In passato diventò il miglior allievo del suo maestro e questi lo spinse a partire per un viaggio per incontrare avversari più forti e migliorare ancora, e da allora continua la sua formazione come guerriero andando alla ricerca dei possessori delle Power Stone. Un giorno incontra accidentalmente Falcon e intende sfidarlo per dimostrarsi superiore a lui, ma a seguito di diverse circostanze lo scontro viene rimandato in un'altra occasione. In quest'ultima i due fanno appello alle loro tecniche migliori e concludono in parità, inoltre si scopre che anche Ryoma possiede una Power Stone, che però preferisce evitare di utilizzare per via del suo orgoglio di spadaccino. Si prenderà una cotta per Rouge, la quale sembra ricambiarlo, ma lui preferisce non dichiararsi. Possiede la Power Stone gialla che gli consente di trasformarsi in un samurai metallico con un elmo che ricorda la testa di uno scarabeo e può utilizzare le proprie spade per sferrare veloci fendenti e attacchi elettrici.
Rouge (ルージュ?, Rūju)
Doppiata da: Ryoko Nagata (ed. giapponese), Cristiana Rossi (ed. italiana)
È un'affascinante chiromante in grado di predire il futuro altrui grazie a particolari poteri magici e alla sua sfera di cristallo. Molto misteriosa ma onesta, le piace fare delle avance a Falcon e prendere in giro Ryoma, di cui sembra essere attratta. Originaria di Madoth, la Terra del Fuoco, è stata allieva di Gana, una chiromante nota per non aver mai sbagliato una previsione. Possiede la Power Stone arancione che le consente di trasformarsi in un essere infuocato con per l'appunto il potere di controllare il fuoco e può volare grazie a un tappeto magico.
Ayame (あやめ?)
Doppiata da: Tomoko Kawakami (ed. giapponese), Giulia Franzoso (ed. italiana)
Una ragazza che lavora sotto copertura assieme alla sua famiglia in una compagnia teatrale di intrattenitori itineranti per mascherare la loro vera identità di ninja. Cerca le Power Stone in quanto secondo le leggende che queste possono esaudire qualsiasi desiderio e perciò lei e i suoi familiari tentano inizialmente di entrare in possesso di quella di Falcon per rispettare la volontà del loro signore della Terra della Luna, ovvero il loro paese natale. In seguito a un tentativo di impadronirsi della pietra di Falcon, Ayame vestita da ninja rimane ferita da uno scontro con quest'ultimo e il ragazzo non riconoscendola decide di fasciarle una gamba per pietà, e il suo gesto finisce per far innamorare la ragazza di lui. In seguito diventerà una buona amica di Falcon e lo seguirà nelle sue avventure. Ha una personalità allegra ed è un maschiaccio. È dotata di incredibili abilità acrobatiche che le permettono di confondere i suoi avversari, sa usare gli shuriken e per mettersi in fuga crea delle cortine fumogene. Possiede la Power Stone blu, ottenuta dopo che è stata persa da Kraken, che le consente di trasformarsi in una ninja con un costume rosa e con delle lunghe orecchie simili a quelle di un coniglio che le consente di sferrare colpi molti veloci con il suo shuriken gigantesco e di fare uso di attacchi legati al vento.
Wang Tang (ワンタン?, Wan Tan)
Doppiato da: Megumi Ogata (ed. giapponese), Roger Mantovani (ed. italiana)
Un ragazzo ottimista che non si fa troppi problemi su come risolvere le situazioni che si trova ad affrontare. È anche un tipo molto coraggioso che si rifiuta di lasciare le persone sole quando queste hanno un problema, ma in cambio esige sempre una ricompensa da coloro che aiuta. È un praticante di arti marziali miste del tempio di Mampuku della Terra dei Boschi che ha iniziato un viaggio di allenamento alla ricerca del vero potere. Sebbene abbia la volontà di diventare più forte, non è molto interessato alle Power Stone e usa la violenza solo quando necessario. Diventa amico di Falcon e Ryoma quando questi vengono a fare visita al suo villaggio alla ricerca di informazioni. Possiede la Power Stone verde che gli consente di trasformarsi in un guerriero dorato con grandi capacità combattive.
Garrok (ガンロック?, Ganrokku, Gunrock nell'edizione giapponese)
Doppiato da: Kiyoyuki Yanada (ed. giapponese), Riccardo Lombardo (ed. italiana)
Un uomo della Terra dell'Oro che vuole cercare di arricchirsi in più modi, tra cui giocando d'azzardo, dove si rivela un vero e proprio asso. Nonostante le apparenze, ha un cuore imperturbabile e generoso, pronto a perdonare qualsiasi torto gli venga fatto. In passato è stato un amico di Pride. Dotato di una forza fuori dal comune, è più veloce di quanto possa sembrare a una prima occhiata. Ama il gioco d'azzardo e bere alcolici. Ha una famiglia composta da cinque figli mentre la moglie è morta diversi anni prima. Possiede la Power Stone dorata che gli consente di trasformarsi in un golem che aumenta notevolmente la sua forza fisica e gli permette di arrotolarsi e muoversi velocemente per travolgere i nemici.
Galuda (ガルーダ?, Garūda, Garuda nell'edizione giapponese)
Doppiato da: Masahi Kurada (ed. giapponese), Stefano Albertini (ed. italiana)
Un indigeno pelle rossa della tribù delle aquile maestose originario della Terra della Roccia. Estremamente fedele allo spirito protettore del suo villaggio, la grande aquila, è un uomo forte ma anche gentile e molto intelligente e talvolta saggio. Solitamente parla tenendo un tono di voce calmo ma quando si arrabbia riesce a spaventare a morte i suoi eventuali nemici. Possiede la Power Stone viola che gli consente di trasformarsi in un essere simile a un totem in grado di lanciare delle frecce luminose e alzarsi in volo con le ali per travolgere gli avversari.
Jack (ジャック?, Jakku)
Doppiato da: Wataru Takagi (ed. giapponese), Riccardo Rovatti (ed. italiana)
Un uomo completamente avvolto dalle bende tranne che per un occhio e alcuni ciuffi di capelli, che veste con un particolare abito verde. La sua defunta madre amava le cose luccicanti e perciò Jack decide di collezionare oggetti appartenenti a questa categoria, tra cui le Power Stone, che cerca per tentare di rendere felice lo spirito della propria madre. È un personaggio avvolto dal mistero, le cui origini sono sconosciute a chiunque. Appare in determinate occasioni dove attacca i suoi avversari con un pugnale e eseguendo movimenti ingannevoli. Spesso ride, ha una voce acuta e le sue frasi sconnesse sono di difficile comprensione per gli altri personaggi. In due occasioni si è trasformato rubando la Power Stone rossa di Falcon, che sostiene gli appartenga, e assume le sembianze di un robot dotato di armi mortali e taglienti, tuttavia non è in grado di controllare appieno la sua forma.
Pride Falcon (プライド・フォッカー?, Puraido Fokkā, Pride Fokker nell'edizione giapponese)
Doppiato da: Jūrōta Kosugi (ed. giapponese), Natale Ciravolo (ed. italiana)
Un grande viaggiatore sempre alla ricerca di nuove avventure nonché padre di Edward. Spesso assente per quest'ultimo, all'inizio della serie fa recapitare un pacco contenente una Power Stone al figlio. Per diverso tempo viene creduto scomparso nel nulla ma riapparirà in più occasioni nel corso della storia.
Piovra (オクト?, Okuto, Octo nell'edizione giapponese) e Polpo (パスー?, Pasū, Pus nell'edizione giapponese)
Doppiati da: Tōru Ōkawa (Piovra) e Tomohiro Nishimura (Polpo) (ed. giapponese), Gianni Quillico (Piovra) e Tony Fuochi (Polpo) (ed. italiana)
Sono i due fedeli servitori di Lord Kraken e come quest'ultimo sono pirati. Piovra è un uomo magro e con gli occhiali ed è la mente del gruppo mentre Polpo è più forzuto e perciò rappresenta il braccio. I due affermano di essere gemelli e nel corso della serie escogiteranno diversi piani astuti per impadronirsi delle Power Stone dei protagonisti ma avranno quasi sempre la peggio. A seguito della sconfitta di Kraken, il duo andrà a servire Valgas alla Terra del Buio, ma una volta che anche quest'ultimo sarà stato battuto, si ricongiungeranno a Kraken, rivelandosi gli unici ancora disposti a servirlo.
Lord Kraken (クラーケン?, Kurāken)
Doppiato da: Kazuo Oka (ed. giapponese), Mario Zucca (ed. italiana)
Un pirata malvagio e assetato di sangue il cui marchio di fabbrica è un grande braccio protesico meccanico che usa per spaventare il prossimo. Il suo scopo è quello di ottenere tutte le Power Stone per conquistare il mondo. In più occasioni invia Piovra, Polpo e il suo esercito di pirati contro Falcon, Ryoma e gli altri per sottrargli le rispettive pietre ma quasi sempre con scarsi risultati. Possiede per buona parte della serie la Power Stone blu che gli consente di trasformarsi in un minaccioso scheletro piratesco privo delle articolazioni superiori che gli consente di sparare bombe, colpire il nemico con il suo braccio meccanico estendibile e può anche volare.
Valgas (ヴァルガス?, Varugasu, Vargas nell'edizione giapponese)
Doppiato da: Akio Ōtsuka (ed. giapponese), Marco Balbi (ed. italiana)
Il campione del mondo delle arti marziali nonché idolo e modello di riferimento di Falcon. Inizialmente sembra essere un personaggio onesto e leale, ma nel corso della serie si rivelerà l'antagonista principale che intende sfruttare il potere della Dark Stone per dominare il mondo e farlo cadere nelle tenebre. Possiede la Dark Stone, una Power Stone nera, che gli consente di trasformarsi in un lottatore dal corpo estremamente rinforzato e dalle sembianze vagamente simili a quelle di un demone. La pietra gli concede addirittura una seconda trasformazione, che invece gli dà un aspetto abominevole e completamente dedito alla follia.

## Media

### Anime
La serie, prodotta dallo studio Pierrot e diretta da Takahiro Omori, è andata originariamente in onda in Giappone su TBS dal 3 aprile al 25 settembre 1999 per un totale di 26 episodi. L'anime è stato sceneggiato da Sukehiro Tomita, prodotto da Kaori Sakamoto (TBS) e Reiko Fukakusa (Pierrot), il character design è stato curato da Tadashi Shida, la direzione artistica è di Satoshi Miura mentre la colonna sonora è stata composta da Keisuke Kikuchi. Per i primi tredici episodi sono state impiegate come sigle d'apertura e chiusura rispettivamente Rise in my Heart (lett. "Sorgi nel mio cuore") cantata da Aya & Chika e Kawaiin janai? (かわいいんじゃない?? lett. "Non è carino?") di Mission mentre per i successivi furono utilizzati i brani Ashita ni todoke (明日にとどけ? lett. "Consegna al domani") di Like Uncolored Velvet in apertura e Be Alright (lett. "Va tutto bene") di Naomi Amagata in chiusura. Nel doppiaggio giapponese il cast di doppiatori differisce quasi del tutto da quello del videogioco, le uniche eccezioni sono Wataru Takagi che torna a prestare la voce a Jack mentre Jūrōta Kosugi (voce di Galuda nel videogioco) qui interpreta Pride.
Successivamente la serie è stata concessa in licenza da ADV Films e adattata in inglese, e poi trasmessa dal 2003 su YTV in Canada. L'edizione statunitense, nonché quella internazionale, presenta una colonna sonora totalmente nuova ad opera di Christian Montalbano e alcuni dialoghi modificati, che tuttavia non hanno comportato a nessuna censura di rilievo nella trama. La sigla adoperata in quest'edizione è un brano completamente nuovo, il quale viene riprodotto in versione strumentale in chiusura.
In Italia la serie è stata trasmessa su Italia Teen Television dal 9 febbraio al 5 marzo 2004 per poi essere riproposta in chiaro su Italia 1 dal 21 giugno dello stesso anno. L'edizione italiana si basa sulla versione statunitense e mantiene tutte le modifiche apportate in essa. Nella trasmissione su Italia Teen Television fu impiegata la sigla statunitense mentre su Italia 1 quella italiana intitolata Power Stone, composta da Sergio Dall'Ora, Sergio Lorandi e Fabio Venturini, scritta da Fabrizio Berlincioni e cantata da Carmine Cirillo (Kavour). Il doppiaggio italiano si è svolto presso lo Studio P.V. di Milano sotto la direzione di Silvana Fantini e con i dialoghi di Gabriella Fantini, Paola D'Accardi e Martino Consoli.

#### Episodi
| Nº | Titolo italiano Giapponese 「Kanji」 - Rōmaji - Traduzione letterale | In onda           | In onda          |
| Nº | Titolo italiano Giapponese 「Kanji」 - Rōmaji - Traduzione letterale | Giapponese        | Italiano         |
| 1  | Il mistero della pietra del potere 「活劇!秘石の謎」 - Katsugeki! Hi ishi no nazo – "Tumulto! Il mistero della pietra segreta" | 3 aprile 1999     | 9 febbraio 2004  |
| 1  | Edward Falcon è un ricco adolescente che si è trasferito in periferia per diventare un pugile come il suo idolo Valgas. Un giorno, il suo maggiordomo Apollo gli consegna un pacchetto da parte di suo padre Pride, contenente una delle leggendarie Power Stone, le pietre del potere. In seguito Falcon incontra la bella chiromante Rouge e poi i due pirati Piovra e Polpo; quest'ultimi vogliono sottrargli il prezioso oggetto ma li respinge assieme al resto dell'equipaggio. Durante l'inseguimento incontra Ayame e Ryoma e viene messo alle strette dai pirati, così la sua pietra rivela la Power Stone rossa che lo trasforma in un robot. Usando i suoi nuovi poteri, sconfigge facilmente i nemici, dopodiché si chiede in che cosa lo abbia coinvolto il padre. |                   |                  |
| 2  | I guerrieri dell'ombra 「風を斬る影の軍団」 - Kaze wo kiru kage no gundan – "Il corpo dell'ombra che taglia il vento" | 10 aprile 1999    | 10 febbraio 2004 |
| 2  | Falcon vuole indagare per conto propria sulla misteriosa gemma recapitatagli mentre Apollo continua a chiedergli di tornare a casa ma invano. Il ragazzo si dirige così da Rouge per chiederle di fargli delle divinazioni, poi torna indietro con Apollo e ricorda del fatto che suo padre era sempre stato assente fin dall'infanzia. A questo punto vengono attaccati da Ayame e da alcuni ninja che vogliono recuperare la Power Stone per la loro patria. Falcon si trasforma e li sconfigge, poi si prende cura di Ayame rimasta ferita. Il giorno dopo, partecipa a uno spettacolo circense della famiglia di Ayame mentre Ryoma attende che Falcon accetti la sua sfida, ma quest'ultimo non si presenta perché si è dimenticato. |                   |                  |
| 3  | Lo spirito del samurai 「燃えるサムライ魂」 - Moe ru samurai tamashii – "L'anima bruciante del samurai" | 17 aprile 1999    | 11 febbraio 2004 |
| 3  | Ryoma riesce finalmente a lanciare una sfida a Falcon, il quale decide di accettare. Così entrambi si trasformano mediante l'utilizzo delle rispettive Power Stone e Ryoma diventa un samurai metallico che sfrutta i propri poteri per cercare di sconfiggere il suo rivale. Dopo un'avvincente battaglia, il duello si conclude in parità. Successivamente Falcon e Apollo si recano presso la torre dell'orologio e rinvengono all'interno di un baule alcune riviste di Pride e rimangono delusi per non avere trovato nuovi indizi utili alla loro ricerca. |                   |                  |
| 4  | Il vascello fantasma 「恐怖を呼ぶ幽霊船」 - Kyōfu wo yobu yūreisen – "La nave fantasma che richiama la paura" | 24 aprile 1999    | 12 febbraio 2004 |
| 4  | Falcon va a vedere l'opera e qui incontra Ayame che si finge gentile con lui per cercare di sottrargli la Power Stone ma fallisce nel suo scopo. L'esibizione viene presto interrotta da Jack, un guerriero mummia che sta cercando un oggetto prezioso e così Falcon prova a inseguirlo mentre fugga via ma perde le sue tracce. Il giorno successivo, mentre sta parlando con Rouge, Falcon trova un passaggio segreto che lo conduce presso il vascello dove risiede Jack e lo affronta. Dopo una serie di peripezie, Falcon fugge via mentre Jack si allea con Piovra e Polpo per rubare l'indomani la Power Stone del ragazzo. Il colpo va a segno e così Falcon torna sulla nave, si trasforma riappropriandosi della gemma e sconfigge il suo nemico. |                   |                  |
| 5  | La ragazza ideale 「女の子は怖いぞ～」 - Onnanoko ha kowai zo ~ – "Le ragazze fanno paura ~" | 1º maggio 1999    | 13 febbraio 2004 |
| 5  | Con una scusa, la madre di Falcon costringe il figlio a farle visita e gli presenta Cassie, la sua promessa sposa. Il ragazzo non è d'accordo ma trascorre lo stesso del tempo con lei invitandola a vedere un incontro di boxe dove riesce addirittura a parlare con il suo idolo Valgas. I due giovani si spostano in campagna ma vengono attaccati da un robot controllato da Piovra e Polpo mentre Cassie rivela di essere complice della banda di pirati. Nonostante ciò decide di tradirli e così Falcon si trasforma e sconfigge i suoi aggressori. Alla fine Cassie e Falcon si chiariscono e il secondo dice una bugia alla madre per nascondere gli ultimi eventi. |                   |                  |
| 6  | Il cuoco guerriero 「もうひとつの魔石」 - Mōhitotsuno maseki – "Un'altra pietra magica" | 8 maggio 1999     | 14 febbraio 2004 |
| 6  | Dopo aver ricevuto una sconfitta inaspettata in un match di pugilato, Falcon riceve da Apollo un pacchetto contenente un'altra Power Stone inviatagli sempre dal padre. Desideroso di scoprire le sue potenzialità, prova a sfidare Ryoma ma non riesce a trasformarsi, così decide di partire per la Terra dei Boschi e ottenere nuove informazioni. Qui viene raggiunto da Ryoma e incontra il cuoco guerriero Wang Tang con cui inizia a fare amicizia. Tuttavia arrivano alcuni allievi del tempio di Mampuku e vogliono costringere quest'ultimo a completare l'addestramento facendo una rissa, così Wang Tang li affronta e si trasforma grazie alla Power Stone verde di Falcon e li batte. Il maestro, presente sulla scena fin dall'inizio, porta tutti quanti altrove e vuole che Falcon e Wang Tang si affrontino per affinare le loro capacità legate alle Power Stone. Falcon viene sconfitto e decide di iscriversi insieme agli altri al tempio di Mampuku. |                   |                  |
| 7  | Fino al nido dell'aquila 「眠眠山の荒修行」 - Min min yama no kō shugyō – "Allenamento approssimativo della montagna addormentata" | 15 maggio 1999    | 15 febbraio 2004 |
| 7  | Falcon, Ryoma e Wang Tang vengono sottoposti ad un allenamento particolare dal maestro del tempio di Mampuku in modo tale che possano finalmente padroneggiare le rispettive Power Stone. L'uomo anziano li invia così a recuperare un uovo dell'aquila gigante in cima al monte Minmin e qui i tre fanno a gara per arrivare per primi a destinazione. Dopo aver affrontato una serie di pericoli, Wang Tang vince e dimostra di essere stato in grado di utilizzare a pieno la sua Power Stone. |                   |                  |
| 8  | Lord Kraken 「強敵!クラーケン」 - Kyōteki! Kuraken – "Forte nemico! Kraken" | 22 maggio 1999    | 16 febbraio 2004 |
| 8  | Falcon non riesce a darsi pace per non essere ancora riuscito a dominare la metamorfosi della sua Power Stone e desidera migliorare le proprie capacità. Più tardi lui e Ryoma incontrano Rouge ed assieme salvano un naufrago; questi mentre sta delirando afferma di essere stato vittima di una piovra gigante e così Wang Tang propone a Falcon di andare a indagare. Dopo un po' i due partono in aereo e vengono attaccati da una piovra, che finisce per danneggiare il loro mezzo e li costringe ad un atterraggio di fortuna su un'isola e qui Piovra e Polpo rubano la pietra di Wang Tang. A questo punto i due si recano nel rifugio dei malviventi e dopo essersi riappacificati, affrontano Lord Kraken, il capo dei pirati, che come loro è in grado di trasformarsi e gli invia contro la sua piovra. Alla fine il nemico viene sconfitto e Falcon comprende di essere riuscito finalmente a padroneggiare la propria Power Stone.                          |                   |                  |
| 9  | L'indovino malvagio 「黒水晶の野望」 - Kurosuishō no yabō – "L'ambizione del cristallo nero" | 29 maggio 1999    | 17 febbraio 2004 |
| 9  | La ricerca di Pride continua e così Falcon si reca a Madoth, la Terra del Fuoco, ma anche qui non trova nessuna traccia riguardante il padre. Secondo Rouge, Madoth era una città felice ma le cose sono cambiate da quando è stata governata da un malvagio indovino di nome Neros. Quest'ultimo riuscì a predire un'eruzione vulcanica che distrusse l'intero paese, cosa che invece non riuscì a fare Gana e questo le fece perdere fiducia da parte del prossimo. Tuttavia Rouge sa bene che la sua maestra era infallibile e così si reca da lei per chiedere delle spiegazioni al riguardo. Dopo aver appreso che Neros non ha mai sbagliato una previsione, la giovane donna decide di indagare ma lei e il suo gruppo vengono attaccati da Piovra e Polpo che tentano di ucciderli mandando a fuoco la struttura in cui si trovano. Falcon e Ryoma salvano la situazione e Rouge ha una strana visione nella sua sfera.                                             |                   |                  |
| 10 | La luna rossa 「夢で見た赤い月」 - Yume de mita akai gatsu – "La luna rossa che ho sognato" | 5 giugno 1999     | 18 febbraio 2004 |
| 10 | Rouge si reca al palazzo di Neros come allieva della maestra Gana e cerca di fare una predizione ma le persone non gli credono e sono convinti che ci sarà un'altra eruzione vulcanica, proprio come aveva detto l'indovino. Così Falcon e gli altri scoprono che in realtà le eruzioni vulcaniche verificatasi negli ultimi tre anni sono frutto di alcune esplosioni di cariche di dinamite fornite da Kraken e i suoi uomini tramite un accordo con Neros. Il gruppo di amici prova a sgominarli, Neros viene smascherato e Kraken provoca un'esplosione che ricopre di fiamme tutto il palazzo, poi fugge via, così la sfera di cristallo di Rouge si rivela una Power Stone che l'ha trasforma e salva tutti. Il giorno dopo Rouge decide di rimanere nella Terra del Fuoco per prendersi cura di Ryoma rimasto ferito. |                   |                  |
| 11 | La miniera misteriosa 「ゴールドラッシュ!」 - Gorudo rasshu! – "Corsa all'oro!" | 12 giugno 1999    | 19 febbraio 2004 |
| 11 | Falcon riprende il suo viaggio per cercare suo padre e si reca nella Terra dell'Oro. Questo luogo si rivela essere il paradiso dei giocatori d'azzardo e qui viene sfidato a poker da Garrok ma perde ciò che aveva scommesso. Scopre poi che anche suo padre aveva perso contro di lui in una partita ed era stato costretto ad andare a lavorare presso una miniera dove i lavoratori venivano schiavizzati e addirittura sparivano. Secondo Garrok il padre di Falcon è morto per colpa sua ma questi non gli crede e lo sfida in un combattimento dove ne esce vincitore e gli chiede di farsi accompagnare nella miniera. |                   |                  |
| 12 | Fuga dalla montagna del mistero 「魔の山の大脱出」 - Ma no yama no dai dasshutsu – "La grande fuga dalla montagna magica" | 19 giugno 1999    | 20 febbraio 2004 |
| 12 | Falcon e Garrok riescono ad entrare nella miniera come schiavi ed escogitano un piano per far fuggire tutti quanti. Qui si scopre che le operazioni vengono gestite da Piovra e Polpo i quali sono in combutta con il capo della miniera per creare dell'oro. Falcon, Garrok e Kikuno, il fratello di Ayame, tentano così di scappare e si ritrovano costretti ad affrontare un robot dei pirati. Dopo la distruzione di quest'ultimo, Falcon trasformato porta in salvo gli schiavi rimasti mentre la caverna inizia a crollare. Alla fine Apollo consegna a Falcon un sacchetto lasciato cadere dall'aeroplano di Pride, il quale contiene delle pepite d'oro per saldare il suo debito con Garrok e scopre che non era mai stato alla miniera ma bensì era andato a cercare l'oro altrove. |                   |                  |
| 13 | Ritorno al dojo 「いざ!助太刀ぜよ!」 - Iza! Jo tachi zeyo! – "Andiamo! Aiuta la spada!" | 26 giugno 1999    | 21 febbraio 2004 |
| 13 | Questa volta Falcon arriva alla Terra della Luna, la terra natale di Ryoma, e vede quest'ultimo aiutare il suo maestro di spada in un duello, così decide di aiutarlo. I due però vengono inseguiti dalla polizia locale e in seguito incontrano Ayame e Rouge. Alla fine Falcon si chiede se suo padre sia ancora in questa località. |                   |                  |
| 14 | La grande sete 「大江戸は大騒ぎ!」 - Ooedo ha oosawagi! – "Oedo è un clamore!" | 3 luglio 1999     | 22 febbraio 2004 |
| 14 | Falcon e Apollo soffrono il caldo e scoprono che sul luogo non piove da settimane e tutti gli abitanti hanno un gran sete. Intanto al palazzo dello shogun avvengono alcuni intrighi politici e qui Piovra e Polpo presentano un progetto per risolvere il problema della siccità, il quale però gli serve solamente per entrare in possesso delle Power Stone e dare il potere ad un alto losco figuro. La verità viene a galla e viene incolpato il principe così si scatena una rissa tra le strade dove intervengono Ayame e i suoi ninja. Falcon riesce a sconfiggere Piovra e Polpo e poi scopre che Ayame è uno dei guerrieri ninja che lo ha aiutato nell'impresa; successivamente i due chiariscono la questione delle Power Stone e diventano amici. |                   |                  |
| 15 | La fine della siccità 「雨を呼ぶ女忍者」 - Ame wo yobu onna ninja – "La donna ninja che chiede la pioggia" | 10 luglio 1999    | 23 febbraio 2004 |
| 15 | La siccità che ha colpito la Terra della Luna non è casuale ma bensì il risultato di un losco piano ordito da Kraken e i suoi uomini che vogliono dominare sull'intero territorio. Durante la notte, Ayame e i suoi compagni ninja giungono sul galeone per tendere un assalto ai pirati ma qui la ragazza viene colpita duramente e cade in mare. Il giorno seguente, Falcon e Ryoma tendono un'imboscata sulla nave di Kraken e affrontano quest'ultimo in un duro duello, dal quale poi escono vincitori. Intanto Ayame si risveglia su una spiaggia e riceve la Power Stone di Kraken che le dona il potere di compiere la metamorfosi e mettere così fine alla siccità del paese. |                   |                  |
| 16 | Il segreto di Jack 「ジャックの秘密」 - Jakku no himitsu – "Il segreto di Jack" | 17 luglio 1999    | 24 febbraio 2004 |
| 16 | Falcon e Apollo devono recarsi verso la Terra della Roccia ma non sono impossibilitati a livello finanziario, così si presenta Ayame con tre biglietti per una crociera di lusso e li invita a venire con lei. Così Falcon, Ayame, Rouge si imbarcano sulla nave seguiti da Ryoma e Apollo, quest'ultimi clandestinamente ed iniziano il viaggio. Nel bel mezzo del viaggio finiscono contro un iceberg dove incontrano Jack e il suo vascello fantasma, finendo per scoprire che la Power Stone di Falcon era un suo gioiello di famiglia. Jack sottrae la sua Power Stone per trasformarsi e attaccare tutti, ma viene battuto dalle forze combinate di Ayame e Rouge. Alla fine Jack viene lasciato sull'iceberg mentre gli altri salpano e proseguono il tragitto, continuando a tenersi il dubbio sulla reale identità dell'uomo mummia. |                   |                  |
| 17 | La terra delle aquile maestose 「遥かなる聖地」 - Haruka naru seichi – "La distante terra santa" | 24 luglio 1999    | 25 febbraio 2004 |
| 17 | Il gruppo di Falcon giunge nella Terra della Roccia e viene assalito delle aquile maestose, un gruppo di pelle rossa. Riescono a respingere il loro attacco ma Rouge e Ayame vengono rapite, così gli altri passano tutta la notte a cercare il villaggio della tribù ma senza i risultati sperati. Falcon e Ryoma riescono comunque ad incontrare Galuda, un guerriero della tribù, e lo affrontano in un duello dove scoprono che anche questi è in possesso di una Power Stone che utilizza per trasformarsi. Il duo viene però sconfitto e Galuda torna al suo villaggio ringraziando la grande aquila. |                   |                  |
| 18 | Il totem della discordia 「明日に向かって走れ!」 - Ashita ni muka tte hashire! – "Corri per il domani!" | 31 luglio 1999    | 26 febbraio 2004 |
| 18 | Ayame e Rouge si recano nella capitale e incontrano lo sceriffo per spiegargli che i membri delle aquile maestose non sono malvagi ma Ayame viene arrestata mentre Rouge riesce a fuggire. Il giorno dopo Falcon e Ryoma vanno ad affrontare gli indigeni ma incontrano Rouge che gli spiega cosa era successo in precedenza, poi i ragazzi si informano dal capo villaggio e da Galuda su come stanno realmente le cose. Così Falcon torna al villaggio, libera Ayame e smaschera lo sceriffo, il quale si rivela essere in combutta con gli uomini di Kraken. Quest'ultimi fuggono assieme al loro capo con la Power Stone di Ayame perciò Falcon e Galuda li sconfiggono ma non riescono a recuperare la gemma. Alla fine gli indigeni e gli abitanti della capitale stipulano un trattato di pace, poi si scopre che Kraken è partito alla volta della Terra dell'Acqua e il gruppo è intenzionato ad inseguirlo.                                                       |                   |                  |
| 19 | La crociera del pericolo 「豪華客船危機一髪」 - Gōkakyakusen kikiippatsu – "Una chiamata stretta della nave da crociera" | 7 agosto 1999     | 27 febbraio 2004 |
| 19 | Galuda si unisce al gruppo e tutti quanti salpano per una crociera diretti verso la Terra dell'Acqua alla ricerca di Kraken. Mentre gli eroi trascorrono la serata, Piovra e Polpo fanno irruzione sul ponte di comando e ribaltano la nave. Dopo una serie di peripezie, il gruppo riesce a trovare una via di fuga assieme alle altre persone e continuano il loro viaggio. |                   |                  |
| 20 | Alla caccia di Kraken 「倒せ!クラーケン」 - Taose! Kuraken – "Sconfiggilo! Kraken" | 14 agosto 1999    | 28 febbraio 2004 |
| 20 | Falcon e i suoi amici navigano verso nord fino a giungere al covo dei pirati e qui riescono a coglierli di sorpresa e sconfiggerli molto facilmente. Durante il combattimento Piovra e Polpo riescono a congelare Ryoma ma poi viene salvato da Rouge, dopodiché tutti uniscono le loro forze per sconfiggere Kraken e recuperare così la Power Stone di Ayame. Alla fine Kraken, Piovra e Polpo sono costretti a fuggire, giurando di vendicarsi. |                   |                  |
| 21 | La promessa di Valgas 「ヴァルガスの約束」 - Varugasu no yakusoku – "La promessa di Vargas" | 21 agosto 1999    | 29 febbraio 2004 |
| 21 | Galuda ha saldato il suo debito e torna a casa, mentre gli altri continuano il viaggio e sono spettatori di una rissa dove un giornalista viene picchiato da un lottatore professionista perché il primo aveva accusato Valgas si essere un truffatore. Falcon inizia ad indagare sulla vicenda per conto proprio e si ritrova ad assistere ad un match di pugilato dove a sua sorpresa viene chiamato sul ring per affrontare un campione ma viene sconfitto. Poco dopo scopre di essere stato scelto proprio da Valgas, nel frattempo Rouge perde la sua Power Stone combattendo contro una creatura a due teste. Il gruppo riesce ad affrontarla e sconfiggerla in mezzo ad una tempesta di neve, poi Falcon riceva un messaggio dal padre che lo avvisa che ci sono dei problemi in famiglia e deve tornare a casa. |                   |                  |
| 22 | Crisi in casa Falcon 「フォッカー家の一大事」 - Fokka ie no ichidaiji – "Una delle cose più belle della famiglia Fokker" | 28 agosto 1999    | 1º marzo 2004    |
| 22 | Falcon fa ritorno a casa e scopre che i cosiddetti problemi non erano altro che uno stratagemma di Pride affinché si riunisse assieme ai suoi familiari e a Cassie. Intanto a Ryoma viene rubata la sua Power Stone e così assieme a Rouge ed Ayame va alla ricerca del responsabile, intuendo che qualcuno le stava raccogliendo per un qualche misterioso motivo. Cassie poi rivela che Piovra e Polpo hanno cambiato capo e non lavorano più per Kraken e una volta giunta la sera un misterioso aggressore si impadronisce della pietra di Falcon e si tramuta in un gargoyle. Poco dopo la creatura perde la gemma e Apollo si trasforma grazie ad essa liberando tutti e permettendo così a Falcon di recuperare la sua Power Stone e mettere fine alla minaccia. Il mostro torna umano ma non ricorda più nulla. |                   |                  |
| 23 | All'inseguimento delle Power Stone 「隕石を追って」 - Inseki wo otte – "Seguendo il meteorite" | 4 settembre 1999  | 2 marzo 2004     |
| 23 | Falcon e i suoi compagni vanno a cercare i loro amici nelle altre terre, Wang Tang viene derubato della sua gemma mentre Garrok viene aggredito da un mostro. Così Falcon si precipita in suo soccorso e unendo le forze con Garrok hanno la meglio sul loro nemico, ma quando quest'ultimo è rinvenuto scoprono che ha perso la memoria, lasciando intendere che ci sia qualcuno che crea i mostri e li controlla. Alla fine tutti quanti partono a cercare Galuda mentre Garrok lascia i suoi figli a Cassie. |                   |                  |
| 24 | L'unione fa la forza 「集え!勇者たち」 - Tsudoe! Yūsha tachi – "A raccolta! Coraggiosi" | 11 settembre 1999 | 3 marzo 2004     |
| 24 | Secondo Wang Tang e gli altri il vero responsabile del furto delle Power stone è Valgas ma Falcon non ci crede. Galuda intanto si scontra con uno scorpione gigante ma è costretto a fuggire, poi incontra il resto del gruppo e gli spiega dell'accaduto. Alla sera Falcon viene attirato su una spiaggia tramite un messaggio da parte di Valgas e qui viene attaccato da Piovra e Polpo che lo avvisano che stanno lavorando proprio per il suo mito. Una volta sconfitti, i due fratelli rivelano di essere diretti verso la Terra del Buio e gli consegnano una mappa. Tutti quanti si riuniscono e sembrano volersi separare ma il mattino successivo tornano di nuovo insieme per aiutare Falcon a recuperare il galeone dei pirati per poi viaggiare diretto verso la Terra del Buio. Apollo viene lasciato a terra mentre in lontananza rimane Jack ad osservarli.                                                                                                 |                   |                  |
| 25 | A tu per tu con Valgas 「戦いの地」 - Tatakai no chi – "Campo di battaglia" | 18 settembre 1999 | 4 marzo 2004     |
| 25 | Il gruppo arriva finalmente alla Terra del Buio, il nascondiglio di Valgas, e qui incontrano Jack che sottrae la pietra di Falcon e decide di testarne la potenza ma poi regredisce volontariamente alla normalità. Intanto Valgas continua a sottoporre i suoi lottatori a degli esperimenti per potenziarli, dopodiché li manda a combattere contro Falcon e gli altri, ma vengono sconfitti. Successivamente Apollo raggiunge l'isola mentre i prodi eroi si ritrovano dinanzi a Valgas che affronta Falcon e lo sconfigge, mentre Piovra e Polpo tengono prigioniero Pride. Alla fine Valgas lancia un'ultima sfida al ragazzo e gli dice di raggiungerlo al Tempio delle Tenebre. |                   |                  |
| 26 | Lo scontro finale 「約束の丘」 - Yakusoku no oka – "La collina della promessa" | 25 settembre 1999 | 5 marzo 2004     |
| 26 | Apollo si riunisce agli altri e partono tutti alla volta del Tempio delle Tenebre. Qui Falcon si prepara ad affrontare Valgas trasformato con la Dark Stone mentre gli altri recuperano le proprie Power Stone dall'altare e vanno a salvare Pride. Quest'ultimo critica Valgas per essersi fatto sopraffare dal potere e così questi si trasforma ulteriormente divenendo Final Valgas e si prepara a distruggere tutto. Jack riconsegna la pietra a Falcon, il quale grazie alla volontà di salvare tutti si trasforma combinando il potere di tutte le Power Stone e creando così la Light Stone che gli dona una nuova forma. Valgas muore e svanisce in alcuni frammenti di luce, dopodiché tutti quanti si riuniscono all'altare e posizionando tutte le pietre, le quali si disperdono nel mondo. Con il ritorno della pace, ognuno torna a fare la propria vita e Falcon parte assieme ad Apollo per una nuova avventura.                                           |                   |                  |

#### Home video
Gli episodi di Power Stone sono stati pubblicati per il mercato home video nipponico in edizione VHS, laserdisc e DVD dal 25 agosto 1999 al 25 marzo 2000.
In Nord America invece sono stati distribuiti sei DVD comprendendo tutte le puntate.
| Volume | Episodi | Data             |
| ------ | ------- | ---------------- |
| 1      | 1-2     | 25 agosto 1999   |
| 2      | 3-6     | 25 ottobre 1999  |
| 3      | 7-10    | 25 novembre 1999 |
| 4      | 11-14   | 18 dicembre 1999 |
| 5      | 15-18   | 25 gennaio 2000  |
| 6      | 19-22   | 25 febbraio 2000 |
| 7      | 23-26   | 25 marzo 2000    |

### Manga
Un manga kodomo di Kōji Izuki è stato serializzato dal 15 marzo al 15 agosto 1999 sulla rivista Comic Bom Bom edita da Kōdansha per un totale di sei capitoli, raccolti successivamente in un volume tankōbon il 3 settembre dello stesso anno, è inedito in Italia. La serie cartacea narra la storia originale ma con delle differenze rispetto alla controparte animata. Nel manga Falcon viene raffigurato come un giovane ragazzo mentre Jack, Garrok e Galuda non appaiono nella serie. Come nell'anime, la storia si conclude con uno scontro tra Falcon e Valgas, ma la trasformazione finale del primo viene innescata dal potere dei frammenti delle Power Stone frantumate da Valgas.
| 1 | 3 settembre 1999 | ISBN 4-06-323880-6 |
| 1 | Trama Edward Falcon è un giovane ragazzo che aspira a diventare il miglior combattente del mondo e partecipa quotidianamente a tornei di arti marziali con premi in palio per migliorare il suo corpo e le sue abilità. Un giorno gli viene recapitata dal padre archeologo una Power Stone, una pietra che secondo la leggenda è dotata di grandi poteri. Inizialmente Falcon non è interessato all'oggetto ma quanto il duo di pirati Piovra e Polpo tentano di sottrargliela finisce per trasformarsi grazie al potere della gemma e li sconfigge. Da quel momento inizia a fare luce sul mistero delle Power Stone e conoscerà altri personaggi. Dopo diverse peripezie si ritroverà ad affrontare il suo idolo Valgas, il quale si rivelerà malvagio, e la storia si conclude nel bel mezzo del loro combattimento. |                    |

## Accoglienza
Allen Divers di Anime News Network recensì il primo volume DVD della serie, spiegando che quest'ultimo presentava i primi personaggi principali tipici che contribuivano a un buon inizio per una storia basata sulle misteriose pietre magiche. Elogiò i valori di produzione definendoli molto alti, la grafica e l'animazione si rivelavano stupende, così come i colori vivaci creavano l'atmosfera necessaria alla leggera avventura. Lo stile di disegno dei personaggi tendeva ad essere di natura infantile, ma che ben si amalgamava all'atmosfera generale. Nel complesso la serie aveva molto potenziale, ma il recensore si soffermò sul fatto che fosse totalmente assente la traccia audio in lingua giapponese, il che impediva di vedere come fosse la versione originale per fare un paragone. Probabilmente i veri fan degli anime non avrebbero sprecato il loro tempo con questa serie, ma in compenso aveva la possibilità di ottenere un buon successo in qualche blocco pomeridiano di cartoni animati.
Lo stesso recensore tornò a parlare anche del quarto volume, che definì la serie come divertente, adatta come intrattenimento per il pubblico più giovane e con vari riferimenti alla cultura pop americana. La sceneggiatura era ricca di indizi che rendevano il prodotto perfetto per uscirne vittorioso dal mercato. I disegni dei personaggi in stile fumetto e la loro origine videoludica, rendevano il tutto come una semplice attrazione del mercato di massa composta da una tonnellata di action figure, videogiochi e altri prodotti divertenti "per bambini". Con battaglie appariscenti e varie battute "da ragazzino", Power Stone aveva il potenziale per conquistare un pubblico più vasto tra i giovani adolescenti. A contrastare il fascino del mercato di massa vi era la sceneggiatura originale giapponese, gli audaci design dei personaggi femminili e la presentazione occasionale di riferimenti al Giappone. La maggior parte di quest'ultimi erano stati facilmente modificati in inglese, rendendoli più facilmente riconoscibili per il pubblico occidentale, mentre le scritte giapponesi erano rimosse totalmente dalle scene. Le inquadratura audaci dei membri del cast femminili venivano leggermente modificate o coperte da dialoghi per far sembrare le azioni molto più docili. Per il pubblico adulto, la semplice sceneggiatura si rivelava un cliché. Power Stone rimaneva un semplice anime d'avventura con una trama molto standard, dall'atmosfera luminosa e colorata e con i disegni dei personaggi estratti direttamente da un videogioco. A ostacolare il suo aumento di popolarità vi era una sceneggiatura annacquata e la mancanza della versione giapponese originale all'interno del DVD. Il montaggio creativo delle scene bloccava la fruizione della maggior parte dei fan degli anime. Con una spinta più forte poteva facilmente essere uno dei preferiti dal suo pubblico di riferimento, ma in quel momento era semplicemente perso in una folla di cloni.
Davide Landi di MangaForever lo ha classificato come il terzo migliore anime basato su videogiochi picchiaduro.